# Dryopteris bootii
Dryopteris bootii är en träjonväxtart som först beskrevs av Tuckerm., och fick sitt nu gällande namn av Lucien Marcus Underwood. Dryopteris bootii ingår i släktet Dryopteris och familjen Dryopteridaceae. Inga underarter finns listade.